# Relais 4 × 100 mètres féminin aux championnats du monde d'athlétisme 2011
Navigation
Berlin 2009 Moscou 2013
L'épreuve du relais 4 × 100 mètres féminin des championnats du monde de 2011 s'est déroulée le 4 septembre 2011 dans le Stade de Daegu en Corée du Sud. Elle est remportée par l'équipe des États-Unis (Bianca Knight, Allyson Felix, Marshevet Myers et Carmelita Jeter).

## Records et performances

### Records
Les records du 4 × 100 m femmes (mondial, des championnats et par continent) étaient avant les championnats 2011 les suivants : 
| Record du monde           | Allemagne de l'Est Romy Müller, Sabine Günther, Ingrid Auerswald, Marlies Göhr        | 41 s 37 | Canberra, Australie         | 6 octobre 1985  |
| Record des championnats   | États-Unis Chryste Gaines, Marion Jones, Inger Miller, Gail Devers                    | 41 s 47 | Athènes, Grèce              | 9 août 1997     |
| Record d'Afrique          | Nigeria Christy Opara-Thompson, Beatrice Utondu, Faith Idehen, Mary Onyali-Omagbemi   | 42 s 39 | Barcelone, Espagne          | 7 août 1992     |
| Record d'Asie             | Chine Li Xuemei, Xiao Lin, Li Yali, Liu Xiaomei                                       | 42 s 23 | Shanghai, Chine             | 23 octobre 1997 |
| Record d'Amérique du Nord | États-Unis Chryste Gaines, Marion Jones, Inger Miller, Gail Devers                    | 41 s 47 | Athènes, Grèce              | 9 août 1997     |
| Record d'Amérique du Sud  | Brésil Luciana dos Santos, Lucimar de Moura, Katia Regina Santos, Rosemar Coelho Neto | 42 s 97 | Bogota, Colombie            | 10 juillet 2004 |
| Record d'Europe           | Allemagne de l'Est Romy Müller, Sabine Günther, Ingrid Auerswald, Marlies Göhr        | 41 s 37 | Canberra, Australie         | 6 octobre 1985  |
| Record d'Océanie          | Australie Rachael Massey, Suzanne Broadrick, Jodi Lambert, Melinda Gainsford-Taylor   | 42 s 99 | Pietersburg, Afrique du Sud | 18 mars 2000    |

## Critères de qualification
Pour se qualifier pour les Championnats (minima A), il fallait avoir réalisé moins de 44 s 00 entre le 1er janvier 2010 et le 15 août 2011. 

## Résultats
| Rang               | Pays              | Athlète                                                                        | Temps        |
| ------------------ | ----------------- | ------------------------------------------------------------------------------ | ------------ |
| Médaille d'or      | États-Unis        | Bianca Knight Allyson Felix Marshevet Myers Carmelita Jeter                    | 41 s 56 (WL) |
| Médaille d'argent  | Jamaïque          | Shelly-Ann Fraser-Pryce Kerron Stewart Sherone Simpson Veronica Campbell-Brown | 41 s 70 (NR) |
| Médaille de bronze | Ukraine           | Olesya Povh Nataliya Pohrebnyak Mariya Ryemyen Hrystyna Stuy                   | 42 s 51 (SB) |
| 4                  | France            | Myriam Soumaré Céline Distel Lina Jacques-Sébastien Véronique Mang             | 42 s 70      |
| 5                  | Nigeria           | Gloria Asumnu Oludamola Osayomi Agnes Osazuwa Blessing Okagbare                | 42 s 93      |
| 6                  | Brésil            | Ana Claudia Silva Vanda Gomes Franciela Krasucki Rosângela Santos              | 43 s 10      |
| —                  | Trinité-et-Tobago | Kai Selvon Kelly-Ann Baptiste Semoy Hackett Michelle-Lee Ahye                  | DQ (dopage)  |
| —                  | Russie            | Yulia Gushchina Natalia Rusakova Elizabeta Savlinis Aleksandra Fedoriva        | DQ (dopage)  |

### Séries
| Rang | Pays     | Athlète                                                                  | Temps          |
| ---- | -------- | ------------------------------------------------------------------------ | -------------- |
| 1    | Jamaïque | Shelly-Ann Fraser-Pryce Kerron Stewart Sherone Simpson Jura Levy         | 42 s 23 (WL) Q |
| 2    | France   | Myriam Soumaré Céline Distel Lina Jacques-Sébastien Véronique Mang       | 42 s 60 (SB) Q |
| 3    | Brésil   | Ana Claudia Silva Vanda Gomes Franciela Krasucki Rosângela Santos        | 42 s 92 (AR) q |
| 4    | Colombie | Yomara Hinestroza Maria Alejandra Idrobo Darlenis Obregón Norma González | 43 s 53 (SB)   |
| 5    | Japon    | Nao Okabe Momoko Takahashi Chisato Fukushima Saori Imai                  | 43 s 83        |
| 6    | Espagne  | Plácida Martínez; Amparo Cotán Concepción Montaner Ruth Beitia           | 46 s 24        |
|      | Chine    | Wei Yongli Liang Qiuping Jiang Lan Tao Yujia                             | DQ             |

| Rang | Pays              | Athlète                                                                 | Temps          |
| ---- | ----------------- | ----------------------------------------------------------------------- | -------------- |
| 1    | Trinité-et-Tobago | Kai Selvon Kelly-Ann Baptiste Semoy Hackett Michelle-Lee Ahye           | 42 s 50 (NR) Q |
| 2    | Ukraine           | Olesya Povh Nataliya Pohrebnyak Mariya Ryemyen Hrystyna Stuy            | 42 s 63 (SB) Q |
| 3    | Russie            | Yulia Gushchina Natalia Rusakova Elizabeta Savlinis Aleksandra Fedoriva | 42 s 78 (SB) q |
| 4    | Australie         | Hayley Butler Melissa Breen Charlotte Van Veenendaal Sally Pearson      | 43 s 79        |
| 5    | Royaume-Uni       | Tiffany Porter Anyika Onuora Laura Turner Jeanette Kwakye               | 43 s 95        |
| 6    | Corée du Sud      | Eum Jeesu Kim So-yeon Lee Sunae Park So-yeun                            | 46 s 14        |
|      | Pologne           | Anna Kiełbasińska Marika Popowicz Marta Jeschke Agnieszka Ligieza       | DNF            |

| Rang | Pays        | Athlète                                                                    | Temps          |
| ---- | ----------- | -------------------------------------------------------------------------- | -------------- |
| 1    | États-Unis  | Bianca Knight Shalonda Solomon Marshevet Myers Alexandria Anderson         | 41 s 94 (WL) Q |
| 2    | Nigeria     | Gloria Asumnu Oludamola Osayomi Agnes Osazuwa Blessing Okagbare            | 42 s 74 (SB) Q |
| 3    | Pays-Bas    | Kadene Vassell Dafne Schippers Anouk Hagen Jamile Samuel                   | 43 s 44 (NR)   |
| 4    | Suisse      | Clélia Reuse Jacqueline Gasser Ellen Sprunger Lea Sprunger                 | 44 s 04        |
| 5    | Biélorussie | Hanna Bahdanovich Yuliya Balykina Alena Neumiarzhitskaya Hanna Liapeshka   | 44 s 38        |
| 6    | Bahamas     | Sheniqua Ferguson Nivea Smith Anthonique Strachan Debbie Ferguson-McKenzie | 50 s 62        |
|      | Allemagne   | Yasmin Kwadwo Anne Möllinger Cathleen Tschirch Marion Wagner               | DNF            |

## Légende
Records et Performances
- AR : Record continental (area record)
- CR : Record des championnats (championship record)
- MR : Record du meeting (meet record)
- NR : Record national (national record)
- OR : Record olympique (olympic record)
- PR : Record paralympique (paralympic record)
- PB : Record personnel (personal best)
- SB : Meilleure performance personnelle de la saison (season's best)
- WL : Meilleure performance mondiale de l'année (world leader)
- WJR : Record du monde junior (world junior record)
- WR : Record du monde (world record)

Circonstances et Conditions
- DNF : N'a pas terminé (did not finish)
- DNS : N'a pas pris le départ (did not start)
- DQ : Disqualification (disqualification)
- NM : Aucun essai valable enregistré (No Mark)
- Q : Qualifié « directement » au prochain tour (ou à la prochaine compétition), lors d'une compétition majeure, grâce au classement ou à la réalisation des minima (automatic qualifier)
- q : Qualifié au prochain tour (ou à la prochaine compétition), lors d'une compétition majeure, grâce au repêchage ou à la réalisation de l'une des meilleures performances parmi celles des « non qualifiés directement » (grâce au meilleur temps ou à la meilleure distance par exemple) (secondary qualifier)